# Pristimantis melanogaster
Pristimantis melanogaster là một loài động vật lưỡng cư trong họ Strabomantidae, thuộc bộ Anura. Loài này được Duellman & Pramuk miêu tả khoa học đầu tiên năm 1999.
Đây là loài đặc hữu của Peru. Môi trường sống tự nhiên của chúng là vùng núi ẩm nhiệt đới hoặc cận nhiệt đới và đồng cỏ nhiệt đới hoặc cận nhiệt đới vùng đất cao.